# Adolf Ausfeld
Adolf Ausfeld (* 30. August 1855 in Gotha; † 15. oder 16. August 1904 in Heidelberg) war ein deutscher Klassischer Philologe und Gymnasiallehrer.

## Leben
Adolf Ausfeld stammte aus einer thüringischen Lehrer- und Juristenfamilie. Sein Vater war der Rechtsanwalt Adolf Ausfeld, seine Mutter Georgine geb. Henkel. Nachdem beide Eltern früh an Typhus gestorben waren, wuchs Adolf Ausfeld bei dem Bruder seines Vaters, einem Gutsbesitzer, in der Nähe von Fulda auf. Von 1866 bis 1869 besuchte er die Erziehungsanstalt Schnepfenthal, an der mehrere Generationen seiner Familie als Lehrer und Direktoren wirkten. Danach besuchte er das Gymnasium in Fulda, wo er 1872 die Reifeprüfung ablegte. Anschließend studierte Ausfeld Klassische Philologie und Germanistik an den Universitäten zu Jena (1872–1873), Göttingen (Wintersemester 1873/74) und Leipzig (1874–1877). In Leipzig schloss er sich besonders an die Germanisten Rudolf Hildebrand und Friedrich Zarncke und an den Latinisten Friedrich Ritschl an. Ritschl nahm ihn 1875 in die philologische Gesellschaft auf, der damals auch Otto Crusius angehörte.
Nach seiner Promotion zum Dr. phil. (5. September 1876) und der Lehramtsprüfung diente Ausfeld von 1877 bis 1878 als Einjährig-Freiwilliger beim 113. Infanterie-Regiment in Freiburg im Breisgau, dem er später als Reserveoffizier angehörte. Danach war er von 1878 bis 1880 Praktikant am elsässischen Gymnasium in Saarbrücken. 1880 wechselte er in badischen Staatsdienst und unterrichtete als Praktikant am Progymnasium in Donaueschingen, wo er 1882 zum Professor ernannt wurde. Im nächsten Jahr (1883) heiratete er die Tochter des Freiburger Kunstmalers Weber, bei dem er während seiner Militärzeit gewohnt hatte. Das Paar hatte zwei Söhne.
1886 wechselte Ausfeld von Donaueschingen an das Gymnasium in Bruchsal und 1895 nach Baden-Baden. 1896 unternahm Ausfeld mit mehreren Fachkollegen unter der Leitung von Friedrich von Duhn eine ausgedehnte Studienreise durch Italien und Sizilien mit dem Ziel Tunis. Allerdings erkrankte er in Syrakus an Malaria und musste zurückbleiben. Dank der intensiven Pflege seiner Frau, die ihm sofort nachreiste, genas er und kehrte nach einigen Wochen zurück nach Baden-Baden, wo er seine Arbeit wieder aufnahm. 1902 wurde er nach Heidelberg versetzt, wo er allerdings nicht mehr lange tätig war. Er starb am 15. August 1904 an einer Blinddarmentzündung.
Wie viele Gymnasiallehrer seiner Zeit war Ausfeld neben seiner Lehrtätigkeit wissenschaftlich tätig. Abgesehen von seiner Dissertation über den griechischen Dichter Oppian (1876) war sein Forschungsschwerpunkt der Alexanderroman, der in der Antike und im Mittelalter in zahlreichen Varianten und Rezensionen verfasst wurde. Ausfeld beschäftigte sich intensiv mit der Überlieferungsgeschichte des Alexanderromans, insbesondere der antiken griechischen und lateinischen Versionen. Als Ausfeld starb, waren zwei seiner Bücher noch nicht vollendet: die Edition des griechischen Alexanderromans und eine populäre Nacherzählung der Alexandersage. Die Edition gab Wilhelm Kroll, der sich ebenfalls mit dem Alexanderroman beschäftigte, durch Vermittlung des Teubner-Verlags und seines Freundes Otto Crusius heraus (1907); die populäre Nacherzählung veröffentlichte Ulrich Bernays 1908.
Ausfelds Buch über den griechischen Alexanderroman war zu ihrer Zeit die erste Darstellung der komplizierten Überlieferungsverhältnisse, die kritischen Maßstäben genügte und das bekannte Material sorgfältig auswertete. Sie wurde im Verlauf des 19. Jahrhunderts allerdings durch andere Texteditionen überholt: 1926 gab Wilhelm Kroll seine Ausgabe des ältesten Textzustandes (Rezension α) heraus, in den 1960er Jahren folgten neue Editionen der Rezensionen β, γ und δ von Leif Bergson und anderen.

## Schriften (Auswahl)
- De Oppiano et scriptis sub eius nomine traditis. Gotha 1876 (Dissertation, Leipzig)
- Über die Quellen zu Rudolfs von Ems Alexander. Donaueschingen 1883 (Schulprogramm)
- Zur Kritik des griechischen Alexanderromans. Untersuchungen über die unechten Teile der ältesten Überlieferung. Bruchsal 1894 (Schulprogramm)
- Der griechische Alexanderroman. Nach des Verfassers Tode herausgegeben von Wilhelm Kroll. Leipzig 1907
- Die Sage vom großen König Alexander für die Jugend erzählt. Aus dem Nachlasse des Verfassers herausgegeben von Ulrich Bernays. Lörrach 1908 (Schulprogramm)